# Параходът Уили
„Параходът Уили“ (на английски: Steamboat Willie) е американски анимационен късометражен филм от 1928 г. на режисьорите Уолт Дисни и Ър Айвъркс. Той е продуциран в черно-бял от Уолт Дисни Студио и е пуснат от Пат Пауърс, под името на Селебрити Продъкшънс. Анимационния филм счита дебюта на Мики и Мини Маус, въпреки че героите се появиха няколко месеца по-рано в тестовата екранизация на Plane Crazy.
Филмът е добавен към националния филмов регистър през 1998 г.